# Eric Fleming
Eric Fleming, geboren als Edward Heddy jr. (Santa Paula, 4 juli 1925 - Tingo Maria (Peru), 28 september 1966), was een Amerikaanse acteur, vooral bekend door zijn rol as Gil Favor in de westernserie Rawhide.

## Biografie

### Jeugd
Fleming werd geboren als het enige kind van Edward en Mildred (Anderson) Heddy.
Geboren met een klompvoet, had hij krukken nodig om zich te verplaatsen en werd hij vaak zwaar geslagen door zijn vader. Op achtjarige leeftijd probeerde hij zijn vader te vermoorden met een pistool, dat vastliep. Hij verliet het huis kort daarna, eerst naar Los Angeles en vervolgens naar Chicago, waar hij ruw leefde en omging met gangsters, waar hij klusjes voor hen deed om geld te verdienen. Op 11-jarige leeftijd, nadat hij gewond was geraakt in een vuurgevecht tussen enkele gangsters en in het ziekenhuis was opgenomen, werd hij teruggebracht naar zijn moeder, die onlangs was gescheiden.
Tijdens de Depressie stopte hij met school en had hij verschillende banen totdat hij bij de koopvaardij kwam, voordat hij in 1942 bij de Amerikaanse marine ging voor de Tweede Wereldoorlog. Hij diende als Seabee in een marineconstructiebataljon.
Hij liep ernstige verwondingen aan zijn gezicht op tijdens een weddenschap waarbij hij probeerde een gewicht van 200 pond (91 kg) op te tillen en moest uitgebreide plastische chirurgie ondergaan om zijn voorhoofd, neus en kaak te reconstrueren. Daarvoor had Fleming zichzelf altijd lelijk gevonden en beschouwde hij het incident als een prachtige balans van waarden.
Na zijn gezichtsreconstructie keerde hij terug naar de Paramount Studios, waar hij als bouwvakker en timmerman had gewerkt. Hij sloot een weddenschap af met een acteur dat hij een betere auditie kon doen. Hij verloor de weddenschap, die hem $ 100 kostte. Toen hij besloot dat acteren hem $ 100 had gekost en dat hij het met acteren terugkrijgen, volgde hij 's avonds acteerlessen in de studio.
Flemings acteerdebuut kwam in een productie van een road company van Happy Birthday. Hij verscheen op het podium in Chicago en in een aantal succesvolle Broadway-toneelstukken, waaronder de musical Plain and Fancy. Hij begon rond dezelfde tijd met acteren in tv-shows. Fleming verhuisde vervolgens naar Hollywood en speelde in verschillende lowbudgetfilms, waaronder Fright, Curse of the Undead en de cultklassieker Queen of Outer Space.

### Rawhide
In 1958 kreeg Fleming de hoofdrol als trailbaas Gil Favor in Rawhide. Rawhide, dat zich afspeelt in de jaren 1860, portretteerde de uitdagingen waarmee de cowboys vanaf San Antonio naar Sedalia werden geconfronteerd. Producent Charles Marquis Warren deed een beroep op het dagboek dat in 1866 door trailbaas George C. Duffield was geschreven om het karakter van Favor vorm te geven: een slimme, sterke en eerlijke leider die volhardde en de klus klaarde.
De best beoordeelde western, met co-sterren Clint Eastwood, Sheb Wooley en Paul Brinegar, liep van 1959 tot 1966. Fleming en Eastwood speelden min of meer de hoofdrol van week tot week, maar de eerste werd altijd eerst aangerekend. Fleming schreef ook mee aan de twee Rawhide-scripts Incident of the Night on the Town (seizoen drie, aflevering 29) en A Woman's Place (seizoen vier, aflevering 25).
Fleming, Wooley (spoorzoeker Pete Nolan), James Murdock (Wishbone's onhandige koksassistent Mushy), Robert Cabal (ruziemaker Hey Soos) en Rocky Shahan (veedrijver Joe Scarlet) werden allemaal ontslagen in 1965 door Ben Brady tijdens de zomerpauze van Rawhide, voorafgaand aan de opnamen van het achtste seizoen. De onlangs geïnstalleerde zesde uitvoerend producent van Rawhide had de taak gekregen om de serie nieuw leven in te blazen en de dalende kijkcijfers om te buigen.
Met Eastwood gepromoveerd tegen beter weten in tot trail baas, ging de veetrail door voor 13 afleveringen voordat CBS-chef William S. Paley het preventief stopte in december. Een andere annuleringsfactor, volgens Eastwood, was dat Rawhide de enige show van het netwerk was geweest die vrijdagavond een beoordeling had gekregen, dus schakelden ze ons over naar dinsdag tegenover de show Combat! met hetzelfde type mannelijk publiek, (ABC's ruige Tweede Wereldoorlog-drama met in de hoofdrol Rick Jason en Vic Morrow waarbij het westelijk front betrokken is).

### The Glass Bottom BoatenBonanza
Fleming hervond zich met een ondersteunende rol als een vriendelijke spion in The Glass Bottom Boat, een komedie met Doris Day, en ook een gastrol in drie afleveringen van de als nummer één gewaardeerde familiethema NBC-westernserie Bonanza naast Michael Landon (als Little Joe Cartwright) en actieregisseur William Witney. Effectief als de sadistische Wes Dunn in de film Peace Officer van seizoen zeven, werd Fleming teruggebracht door seriemaker David Dortort voor het volgende seizoen om te schitteren als de eervolle Mormoonse boer Heber Clauson in The Pursued, een tweedelige verkenning van religieuze vervolging en onverdraagzaamheid. De eerste aflevering werd slechts vier dagen na de dood van Fleming uitgezonden.

## High jungleen overlijden
Fleming tekende om te schitteren in High Jungle, een tweedelige aflevering van de kortstondige Off to See the Wizard, ook bedoeld voor theaterdistributie in Europa. Zes weken na de locatieopname in Peru zaten Fleming en co-ster Nico Minardos in een boomstamkano die omsloeg in de Huallaga-rivier. Minardos slaagde erin om zich in veiligheid te zwemmen. Fleming werd meegesleurd door de stroming en verdronk op 28 september 1966, op 41-jarige leeftijd, met achterlating van verloofde Lynne Garber.

## Filmografie
- 1955: Conquest of Space
- 1958: Queen of Outer Space
- 1959–1965: Rawhide
- 1966: Bonanza
- 1966: The Glass Bottom Boat

## Broadway
- 1950: The Tower Beyond Tragedy
- 1952: Stalag 17
- 1953–1954: My 3 Angels
- 1954: Portrait of a Lady
- 1955–1957: No Time for Sergeants

- Biblioteca Nacional de España: XX5266839
- Bibliothèque nationale de France: cb14679287t (data)
- Gemeinsame Normdatei: 1242209395
- International Standard Name Identifier: 0000 0000 7844 5991
- Library of Congress Control Number: n86139869
- SNAC: w6909j87
- Système universitaire de documentation: 154225274
- Virtual International Authority File: 54409870
- WorldCat: E39PBJyt4k6fVfvtjQBtfCgYfq